# Paratachys columbiensis
Paratachys columbiensis är en skalbaggsart som beskrevs av Hayward. Paratachys columbiensis ingår i släktet Paratachys och familjen jordlöpare. Inga underarter finns listade i Catalogue of Life.